# Кресент (Оклахома)
Кресент (англ. Crescent) — місто (англ. city) в США, в окрузі Логан штату Оклахома. Населення — 1299 осіб (2020).

## Географія
Кресент розташований за координатами 35°57′8″ пн. ш. 97°35′38″ зх. д. / 35.95222° пн. ш. 97.59389° зх. д. (35.952246, -97.594013).  За даними Бюро перепису населення США в 2010 році місто мало площу 2,79 км², уся площа — суходіл.

### Клімат
| Клімат : Кресент          | Клімат : Кресент | Клімат : Кресент | Клімат : Кресент | Клімат : Кресент | Клімат : Кресент | Клімат : Кресент | Клімат : Кресент | Клімат : Кресент | Клімат : Кресент | Клімат : Кресент | Клімат : Кресент | Клімат : Кресент | Клімат : Кресент |
| Показник                  | Січ.             | Лют.             | Бер.             | Квіт.            | Трав.            | Черв.            | Лип.             | Серп.            | Вер.             | Жовт.            | Лист.            | Груд.            | Рік              |
| Середній максимум, °C     | 8,1              | 11,4             | 15,9             | 21,7             | 26,5             | 31,3             | 34,6             | 34,2             | 29,4             | 23,4             | 15,3             | 9,6              | 21,8             |
| Середня температура, °C   | 1,9              | 4,9              | 9,1              | 15               | 20,1             | 25               | 28               | 27,4             | 22,7             | 16,5             | 8,8              | 3,6              | 15,3             |
| Середній мінімум, °C      | −4,2             | −1,5             | 2,4              | 8,4              | 13,8             | 18,7             | 21,4             | 20,6             | 16               | 9,6              | 2,4              | −2,4             | 8,8              |
| Норма опадів, мм          | 23               | 30               | 76               | 83               | 105              | 120              | 65               | 62               | 79               | 74               | 59               | 37               | 813              |
| ------------------------- | ---------------- | ---------------- | ---------------- | ---------------- | ---------------- | ---------------- | ---------------- | ---------------- | ---------------- | ---------------- | ---------------- | ---------------- | ---------------- |
| Джерело: Climate-Data.org |                  |                  |                  |                  |                  |                  |                  |                  |                  |                  |                  |                  |                  |

## Демографія
Згідно з переписом 2010 року, у місті мешкало 1411 особа в 570 домогосподарствах у складі 357 родин. Густота населення становила 505 осіб/км².  Було 656 помешкань (235/км²).
Расовий склад населення:
| - 82,0 % — білих - 5,4 % — чорних або афроамериканців - 5,2 % — корінних американців - 0,4 % — азіатів - 0,1 % — вихідців з тихоокеанських островів - 1,5 % — осіб інших рас |

До двох чи більше рас належало 5,5 %. Частка іспаномовних становила 5,0 % від усіх жителів.
За віковим діапазоном населення розподілялося таким чином: 27,3 % — особи молодші 18 років, 53,1 % — особи у віці 18—64 років, 19,6 % — особи у віці 65 років та старші. Медіана віку мешканця становила 36,7 року. На 100 осіб жіночої статі у місті припадало 87,4 чоловіків;  на 100 жінок у віці від 18 років та старших — 84,2 чоловіків також старших 18 років.
Середній дохід на одне домашнє господарство  становив 43 083 долари США (медіана — 32 656), а середній дохід на одну сім'ю — 50 236 доларів (медіана — 41 250). За межею бідності перебувало 15,0 % осіб, у тому числі 26,9 % дітей у віці до 18 років та 12,5 % осіб у віці 65 років та старших.
Цивільне працевлаштоване населення становило 476 осіб. Основні галузі зайнятості: освіта, охорона здоров'я та соціальна допомога — 26,7 %, будівництво — 12,8 %, фінанси, страхування та нерухомість — 11,6 %, роздрібна торгівля — 10,5 %.